# Sonny Stitt
Sonny Stitt, właśc. Edward Stitt (ur. 2 lutego 1924 w Bostonie, zm. 22 lipca 1982 w Waszyngtonie) – amerykański saksofonista jazzowy.

## Życiorys
Sonny Stitt był synem nauczyciela muzyki i bratem wirtuoza fortepianu. Początkowo uczył się grać na pianinie, później na klarnecie, wreszcie pod wpływem gry Charliego Parkera zaczął grać na saksofonie.
Współpracował z wieloma muzykami, do których należą m.in. Dizzy Gillespie, Bud Powell, J.J. Johnson, Oscar Peterson, a także inni saksofoniści, tacy jak Sonny Rollins, Dexter Gordon, Eddie „Lockjaw” Davis i Gene Ammons. Z tym ostatnim staczał często pojedynki muzyczne, które pomogły w zdobyciu rozgłosu przez Ammonsa.
W latach 50. eksperymentował z jazzem kubańskim, co zaowocowało nagraniami wykonanymi dla Verve Records wraz z Thadem Jonesem i Chickiem Coreą.
W latach 60. koncertował również z Milesem Davisem, jednak z powodu narkotyków Miles przerwał z nim współpracę. W związku z zarzutami używania i posiadania narkotyków Stitt trafił na krótki czas do więzienia, a do jazzu wrócił po kuracji odwykowej.
Sonny Stitt był jednym z pierwszych muzyków eksperymentujących z elektrycznie wzmacnianym saksofonem (varitone). Próby takie przeprowadzał już w 1966.
Zmarł w 1982 na zawał serca.

## Wybrana dyskografia

### Jako lider
- Kaleidoscope, 1950 – 1952, Prestige
- For Musicians only, 1956, Verve (z Gillespiem, Stanem Getzem, Johnem Lewisem, Rayem Brownem, Stanem Leveyem(inne języki))
- Sonny Side Up, 1957, Verve (z Gillespiem, Sonnym Rollinsem)
- Only the Blues, 1957, Verve (z Royem Eldridge'em i Oscarem Petersonem)
- Sonny Stitt Sits In with the Oscar Peterson Trio, 1959, Verve (z Petersonem)
- Stitt Meets Brother Jack, 1962, Prestige (z Jackiem McDuffem)
- Boss Tenors in Orbit, 1962, Verve (z Gene’em Ammonsem)
- Salt and Pepper, 1963, Impulse
- Stitt plays Bird, 1963, Atlantic, (z Jimem Hallem, Johnem Lewisem, Richardem Davisem, Conniem Kayem)
- Soul People, 1964 – 1969, Prestige (z Bookerem Ervinem)
- Sonny Stitt / Live at Ronnie Scott’s, 1965
- Turn it On!, 1971, Prestige
- Tune-Up!, 1972, Muse (z Barrym Harrisem(inne języki), Samem Jonesem, Allanem Dawsonem)
- Constellation, 1972
- Sonny Stitt/12!, 1972, Muse
- The Champ, 1974
- Sonny's Back, 1980, Muse
- Sonny, Sweets and Jaws- Live at Bubbas, Whos Who in Jazz 1981 (z Harrym „Sweets” Edisonem, Eddiem „Lockjaw” Davisem)
- Last Stitt Sessions, 1982, Muse

### Jako sideman
Z Genem Ammonsem
- Boss Tenors, 1961, Verve

Z Artem Blakeyem
- A Jazz Message 1963, Impulse! Records

Z Miltem Jacksonem
- Loose Walk Palcoscenico Records

Z Zimbo Trio
- Zimbo Trio invites Sonny Stitt, 1979, Clam/Continental